# Zeppelin-Staaken R.VI
Zeppelin-Staaken R.VI je bil štirimotorni dvokrilni bombnik iz 1. svetovne vojne in edino serijsko proizvajano "Riesenflugzeug" letalo. Bil je eno izmed največjih lesenih letal 1. svetovne vojne, en izmed največjih dvokrilnikov in tudi eno izmed prvih vojaških letal z zaprtim kokpitom. Razpon krila (42,2 metra) je bil primerljiv z bombnikom Boeing B-29 Superfortress iz 2. svetovne vojne.
Pristajalno podvozje je imelo 18 koles. Štirje motorji so poganjali dvokrake propelerje s premerom 4,26 metra. 
Oborožen je bil s štirimi strojnicami in do 2000 kg bomb.
Zgradili so 18 letal, 4 od njih so bili med vojno sestreljeni, 6 je bilo uničenih v nesrečah, 6 pa jih je preživelo vojno. 

## Specifikacije(Zeppelin-Staaken R.VI, )
Podatki iz The German Giants
Splošne značilnosti
- Posadka: 7
- Dolžina: 22,1 m (72 ft 6 in)
- Razpon kril: 42,2 m (138 ft 5 in)
- Višina: 6,3 m (20 ft 8 in)
- Površina kril: 332 m2 (3.570 sq ft)
- Teža praznega letala: 7.921 kg (17.463 lb)
- Bruto teža: 11.848 kg (26.120 lb)
- Kapaciteta goriva: 3000 litrov
- Pogon letala: 4 × Mercedes D.IVa 6-valjni vodnohlajeni vrstni motor, 190 kW (260 hp)  vsak
- Pogon letala: 4 × Maybach Mb.IVa 6-valjni vodnohlajeni vrstni motor, 183 kW (245 hp)  vsak
- Propelerji: št. lopatic: 2, 426 m (1.397 ft 8 in) premer

Zmogljivost
- Maks. hitrost: 135 km/h (84 mph; 73 kn)
- Doseg: 800 km (497 mi; 432 nmi)
- Trajanje leta: 7-10 ur
- Višina leta: 4.320 m (14.173 ft)
- Hitrost vzpenjanja: 1,67 m/s (329 ft/min)
- Čas do višine: :*10 minut do višine 1.000 m (3.281 ft)

- 23 minut do višine 2.000 m (6.562 ft)
- 43 minut do višine 3.000 m (9.843 ft)

Oborožitev

- Strelno orožje: 4 x 7,92 mm (0,312 in) Parabellum MG14 strojnic
- Bombe: Do 4.409 lb (2.000 kg) bomb